# Bătălia de la Baia
Bătălia de la Baia (în maghiară Moldvabányai csata, Bătălia de la Baia Moldovei) a avut loc în noaptea de 14 spre 15 decembrie 1467 între oastea Moldovei condusă de Ștefan cel Mare și oastea Regatului Ungariei condusă de Matia Corvin.

## Context
La 25 ianuarie 1465 Ștefan cel Mare a ocupat baza militară ungară de la Chilia, după un asediu de o zi. La conducerea cetății Ștefan l-a instalat pe pârcălabul Isaia, cumnatul său. În contextul unor tulburări interne provocate de marea nobilime din Transilvania, nemulțumită de mărirea fiscalității, Ștefan cel Mare a organizat în vara lui 1467 o acțiune militară în Secuime, acțiune menită să-i atragă pe secui de partea sa. Concomitent, tot la incitarea lui Ștefan, orașele săsești s-au ridicat împotriva regelui Matia, ceea ce l-a silit pe acesta să vină personal să potolească răscoala.
În septembrie 1467, după ce a înfrânt răscoala din Transilvania și i-a pedepsit pe conducătorii rebeliunii, regele Matia a decis represalii și împotriva lui Ștefan, ca inițiator al acesteia. În noiembrie 1467 a plecat de la Brașov spre Moldova, prin pasul Oituz, în fruntea unei armate de circa 40.000 de oșteni. Ștefan a reușit să pună pe picioare doar o armată de 12.000 de oșteni, așa încât tactica sa a fost aceea de a da lupte mai mici, pentru întârzierea înaintării armatei regale ungare. Estimarea de 40.000 de oșteni provine din letopisețul oficial al Moldovei. Este probabil ca cifra să fie exagerată. Rămâne certă superioritatea numerică a armatei ungare, estimată de cercetătorii moderni între 25.000 și 40.000 de soldați.
Ștefan a adoptat o strategie defensivă permițând ungurilor să înainteze.
În 19 noiembrie, regele Matia a cucerit Trotușul, apoi cetatea de lemn de la Bacău, după care a început înaintarea pe Valea Siretului spre Suceava.
Între 29 noiembrie și 7 decembrie a ocupat Romanul și Târgu Neamț, iar în data de 14 decembrie 1467 a ocupat Baia Moldovei, oraș locuit la acea vreme în majoritate de sași și de maghiari, sediu al unei episcopii catolice.

## Bătălia

Harta bătăliei

În noaptea de 14 spre 15 decembrie 1467, oastea lui Ștefan a atacat pe neașteptate orașul Baia, dând foc palisadelor din lemn ale orașului, ceea ce a luat prin surprindere armata regală, având loc crâncene lupte stradale de noapte, soldate cu mari pierderi omenești pe ambele părți. Grigore Ureche, autorul letopisețului Țării Moldovei relatează că incendiul pus noaptea de moldoveni a creat o mare învălmășeală, în care au fost tăiați cu săbiile aproape jumătate din soldații regelui Matia. El însuși ar fi fost rănit cu trei săgeți și cu o lovitură de lance, ceea ce a determinat transportarea sa în mare grabă spre Ungaria.
Totuși trebuie menționat că o parte din armata lui Ștefan cel Mare nu atacase, precum era convenit, fiind trădat, lucru ce l-ar fi putut costa pe domnitor victoria și chiar viața. Defecțiunea era expresia nemulțumirii unei părți a marii boierimi față de politica lui Ștefan. După bătălie, Ștefan cel Mare a omorât 24 mari boieri trădători printre care și pe vornicul Crasneș, alți 40 boieri de rang inferior fiind trași în țeapă.
Ștefan cel Mare l-a trimis pe cumnatul său, pârcălabul Isaia, să taie retragerea regelui, însă acesta a izbutit să scape, sub apărarea maramureșenilor și a comandantului Ștefan Báthory de Ecsed.
Armata regală în retragere, în drumul ei spre Transilvania, ar fi fost oprită de o blocadă, și a decis să îngroape cele 500 de tunuri și alte comori, pentru a nu putea fi capturate de moldoveni. Potrivit cronicarului polonez Jan Długosz, Matia Corvin ar fi scăpat de moldoveni din cauza ezitării marelui vornic Crasnăș, comandantul unuia din cele trei corpuri de armată moldovene. Acesta ar fi fost mai apoi executat de Ștefan pentru trădare.

## Consecințe
Campania regelui Matia Corvin în Moldova, încheiată cu un eșec, a constituit ultima mare încercare a coroanei ungare de a reinstitui pe cale militară suzeranitatea asupra Moldovei. 
Într-o diplomă emisă în 1469, Matia Corvin recompensa cu unele drepturi pe maramureșenii din garda "sumanelor negre", pentru vitejia dovedită în salvarea de la moarte a regelui în bătălia de la Baia. Diploma menționa pe Coroi din Oncești, pe fiul acestuia Ioan, precum și pe frații de arme ai acestora: Mihai de Petrova, Mihai Nan de Slatina, Petru Leucă din Valea Lupului, Ioan Miclea din Șugatag, Petru de Berbești, Simion fiul lui Pop de Uglea, Lupșa de Berbești, Steț de Biserica Albă și George Avram de Oncești.
În anul 1468 Ștefan a încercat fără succes să aplaneze conflictul cu regele Ungariei, prin intermediul regelui Cazimir al IV-lea al Poloniei. În 1469 o armată moldoveană condusă de spătarul Filip Pop a pătruns și prădat în Secuime, drept represalii pentru găzduirea lui Petru Aron, rivalul lui Ștefan. Cu acea ocazie Petru Aron a fost prins și executat.
Frontul comun antiotoman, precum și privilegiul comercial acordat de Ștefan negustorilor brașoveni la 3 ianuarie 1472 a destins relațiile cu Regatul Ungariei. În anul 1473 Moldova și Regatul Ungariei și-au coordonat acțiunile pentru înlăturarea interpușilor otomani Radu cel Frumos și Laiotă Basarab din Țara Românească.
La sfârșitul anului 1474 regele Matia a trimis 5.000 de secui și 1.800 de ostași regali în sprijinul lui Ștefan, aceștia luând parte la Bătălia de la Vaslui, încheiată cu istorica victorie a aliaților creștini.
La 12 iulie 1475, în fața unui iminent atac otoman, Ștefan cel Mare a recunoscut suzeranitatea lui Matia Corvin. Drept răspuns, printr-un act emis la Buda în data de 15 august 1475 regele Matia s-a obligat să-l sprijine pe Ștefan contra otomanilor și i-a dat drept locuri de adăpost Cetatea Ciceu și Cetatea de Baltă.

## Rezumat
„După bătălia de la Baia ambii rămîn cu un gust amar: Ștefan nu reușește să-l omoare pe Matia, iar Matia nu izbutește să-l detroneze pe Ștefan. Din nou, aceleași constrîngeri, precum și banii Veneției și promisiunile Romei îi reunesc în numele luptei pentru cruce. Trupele moldave și ungare, care trebuiau să lupte împreună, se bat între ele. Se ajunge la un compromis, care susține obținerea victoriei de la Vaslui.”—Alexandru Simon